# Podgorni (Tula)
|  | Per a altres significats, vegeu «Podgorni». |

Podgorni (en rus: Подгорный) és un poble (un possiólok) de l'óblast de Tula, a Rússia, segons el cens del 2010 tenia 346 habitants.